# Bătălia de la Ulm
Bătălia de la Ulm este numele dat confruntării militare cu care a culminat Campania de la Ulm, ce a opus „Marea Armată” a Primului Imperiu Francez unei armate austriece trimise în avangardă în centrul Germaniei. Bătălia de la Ulm, desfășurată între 16 și 19 octombrie, s-a încheiat cu victoria decisivă a francezilor, armata austriacă fiind încercuită în urma manevrei concepute de împăratul francez. Comandantul austriac, generalul Mack, fiind forțat să se predea împreună cu cea mai mare parte a forțelor sale, doar 20,000 de austrieci reușesc să scape. Numărul total al prizonierilor din campania de la Ulm se ridică la 60,000, cu încă circa 20,000 de oameni morți, răniți și dispăruți. Bătălia de la Ulm, deși decisivă în sine, nu a pus capăt războiului, deoarece mai existau o armată austriacă și o armată rusă semnificativă, în apropiere de Viena, capabile încă de luptă.